# O Gud vår fader i evighet
O Gud vår fader i evighet (tyska:  O Gott Vater in ewigkeit) är en passionspsalm. Den är skriven av biskopen Knud Henriksen Gyldenstierne den yngre och översattes till svensk av biskopen Laurentius Paulinus Gothus.

## Publicerad i
- Göteborgspsalmboken under rubriken "Om Christi Lijdande".[2]
- Den svenska psalmboken 1694 som nummer 172 under rubriken "Om Christi pino och dödh".
- 1695 års psalmbok som nummer 147 under rubriken "Om Christi Pino och Död".[1]